# Im Kontext
Im Kontext – Die Reportage ist der Titel einer österreichischen Reportagereihe die im Fernsehsender ServusTV ausgestrahlt und auch auf addendum.org veröffentlicht wird. Die Reportagen sind Teil der Recherchen der Plattform „Addendum“. Sie wird von der Quo Vadis Veritas Redaktions GmbH, die auch Eigentümerin der Rechercheplattform ist, produziert.

## Sendeinhalt
Die ca. 45-minütigen Reportagen behandeln jeweils Themen im Zusammenhang mit den wöchentlichen Rechercheprojekten der Plattform „Addendum“. Man berichtet meist über nicht tagesaktuelle Themen und liefert Hintergrundinformationen zum jeweiligen Sendungsthema. Die Sendungen zeichnen sich durch eine aufwändige Produktion aus. Von der Quo Vadis Veritas Redaktions GmbH bzw. „Addendum“ sollen 48 Reportagen pro Jahr produziert werden.

## Ausstrahlung
Eine neue Reportage von „Im Kontext“ wird donnerstags um 21:15 auf ServusTV ausgestrahlt und am selben Tag um 22:15 auch auf addendum.org veröffentlicht. In der Nacht auf Freitag wird die Sendung auf ServusTV wiederholt. Alle Sendungen sind einen Tag später eine Woche lang in der Mediathek von ServusTV abrufbar. Auf addendum.org finden sich alle Reportagen ohne Zeitbegrenzung.
Die erste Veröffentlichung fand am 28. September 2017 statt.